# 莱茵金属
萊茵金屬股份公司（德語：Rheinmetall AG），其于二战期间全名为德国莱茵重金属公司，為德国一家戰鬥車輛武器配件及防衛產品制造商，著名產品包括豹2、M1A1、M1A2等裝甲車輛及自走炮的主炮。

## 產品

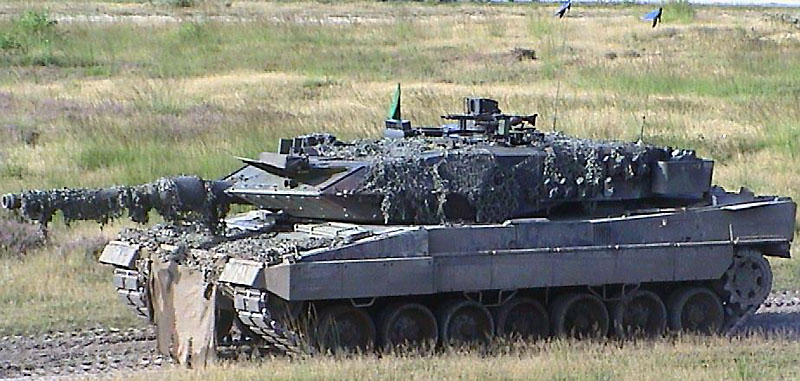
豹2A5的萊茵金屬L44主炮

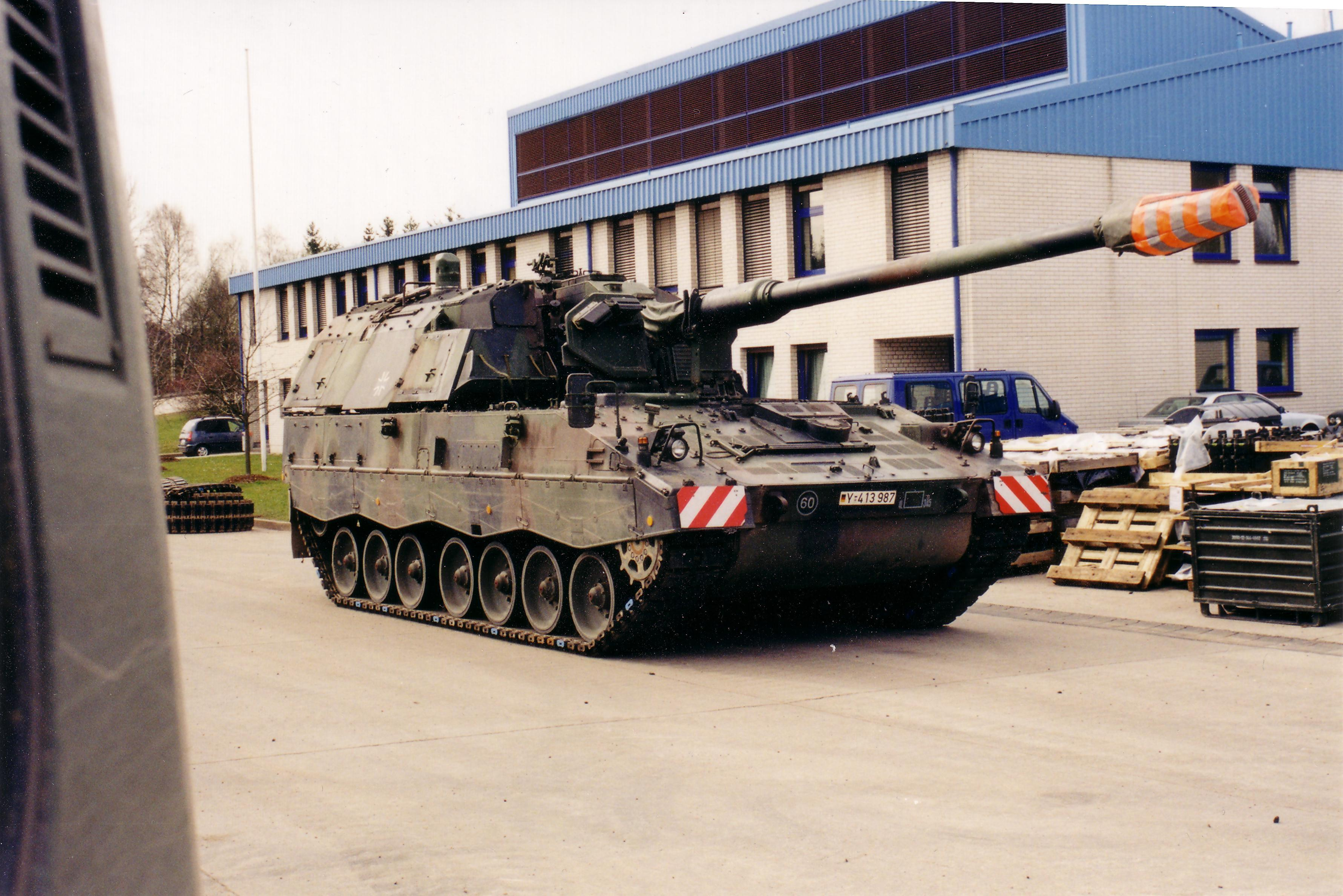
PzH2000自行榴彈砲的L52主炮

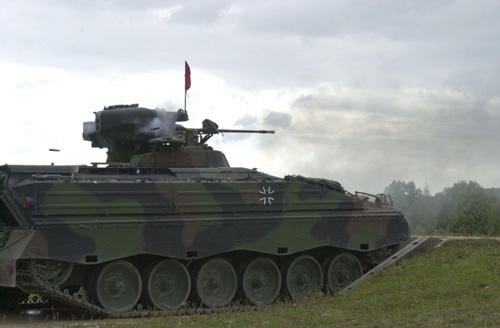
MK 20 Rh 202自動機砲

- 7.5厘米KwK 42砲 - 二戰德國的豹式坦克主炮
- 88毫米高射炮 - 二戰德國的高射炮及反坦克炮，也是虎式坦克的主炮
- 萊茵金屬M35 - M8-AGS的105毫米主炮
- 萊茵金屬120毫米炮 - L44及L55，為M1A1、M1A2、豹2、90式的主炮
- Rh-130 130 mm 滑膛砲 - L52，為KF51黑豹主力戰車的主炮
- LTA2 - TAM坦克的主炮
- KZO - 無人機
- BK-27機炮 - 船艦用遙控型機砲
- MG3通用機槍 - 7.62毫米通用機槍，MG42通用機槍的衍生版本
- 155毫米L52火砲 - PzH2000自行榴彈砲自走炮的火砲
- MK 20 Rh202 - 20毫米自動機砲，為黃鼠狼驅逐戰車、山貓式偵察車、鼬鼠 (装甲车)的主要武器
- 20毫米雙聯裝防空炮 - 防空炮
- AGF裝甲車 - 輕型裝甲車
- YAK - 防地雷裝甲車
- GTK Boxer - 步兵戰車
- 美洲獅 - 步兵戰車
- Mungo ESK（英语：Mungo ESK） - 裝甲車
- 奧托梅萊拉的炮架
- RMK30 - 30毫米無後座力轉輪式自動機砲
- 德國未來士兵系統(IdZ-ES) - 德國國防軍的未來士兵作戰系統
- KF-51 - 主戰坦克
- F-35閃電II戰鬥機部分中段機體

## 外部連結
- （英文） 萊茵金屬官方頁面 （页面存档备份，存于）